# Félix de Mérode

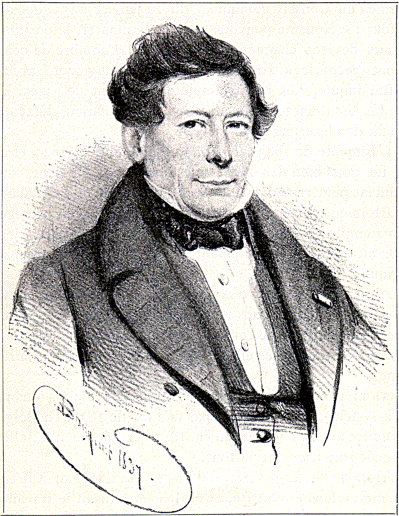
Felix de Merode

Graf Philipp Félix Balthasar Otto Ghislain von Mérode, kurz Félix de Mérode (* 13. April 1791 in Maastricht; † 7. Februar 1857 in Brüssel) war ein belgischer Politiker.

## Leben
Seine Eltern waren der Graf Karl Wilhelm von Merode-Westerlo (* 16. September 1762; † 18. Februar 1830) und dessen Ehefrau Maria-Josepha d’Ongnies de Mastaing (* 20. September 1760; † 4. August 1842). Sein Vater war Bürgermeister von Brüssel zur Zeit Napoleons.
Während der belgischen Revolution (bei der ein Bruder ums Leben kam) wurde er Mitglied der vorläufigen Regierung und von katholischer Seite als Anwärter auf den Königsthron des neuen Staates ins Spiel gebracht, was er allerdings ablehnte. Stattdessen unterstützte er die Wahl des Prinzen Leopold zum neuen König. Nach der Unabhängigkeit wurde er Minister, zunächst ohne Geschäftsbereich, dann für kurze Zeit Kriegsminister und später Außen- und Finanzminister. 1839 zog er sich ins Privatleben zurück. Zusammen mit dem deutschen Grafen Theophil von Hompesch förderte er ab 1842 einen belgischen Kolonisationsversuch in Guatemala.

## Familie
Er heiratete die Gräfin Rosalie de Grammont (* 9. Februar 1792; † 28. September 1823). Das Paar hatte mehrere Kinder:
- Charles Werner (* 13. Januar 1816; † 30. Oktober 1905) ⚭ 30. Januar 1843 Therese de Merode (* 11. Oktober 1823; † 24. März 1901)
- Marie Anne (* 20. August 1818; † 27. November 1904) ⚭ 16. August 1836 Charles de Montalembert (* 15. April 1810; † 13. März 1870)
- Marie Théoduline (* 22. Juli 1817; † 26. Februar 1909) ⚭ 9. August 1843 Alof de Wignacourt († Januar 1897)
- François Xavier (* 26. März 1820; † 11. Juli 1874), Titularerzbischof von Mitylene
- Philipp (1821–1825)

Nach dem Tod seiner ersten Frau heiratete er am 27. September 1831 Philippine de Grammont (* 15. August 1800; † 3. Mai 1847). Das Paar hatte eine Tochter:
- Marie Albertine (* 7. Juni 1839; † 22. Oktober 1872)